# Außerortsstraße
Als Außerortsstraße (englisch rural road) werden im Verkehrswesen Straßen bezeichnet, die sich außerhalb geschlossener Ortschaften, in vielen Ländern jenseits der Ortstafel, befinden. In Österreich wird statt dieser Bezeichnung rechtlich die Bezeichnung Freilandstraße verwendet. Pendant ist die Innerortsstraße.

## Allgemeines
Die Außerortsstraße weist außer dem Straßenkörper und ggf.  einem begleiten Geh- und Radweg meist keine begleitende Bebauung auf. 

## Deutschland

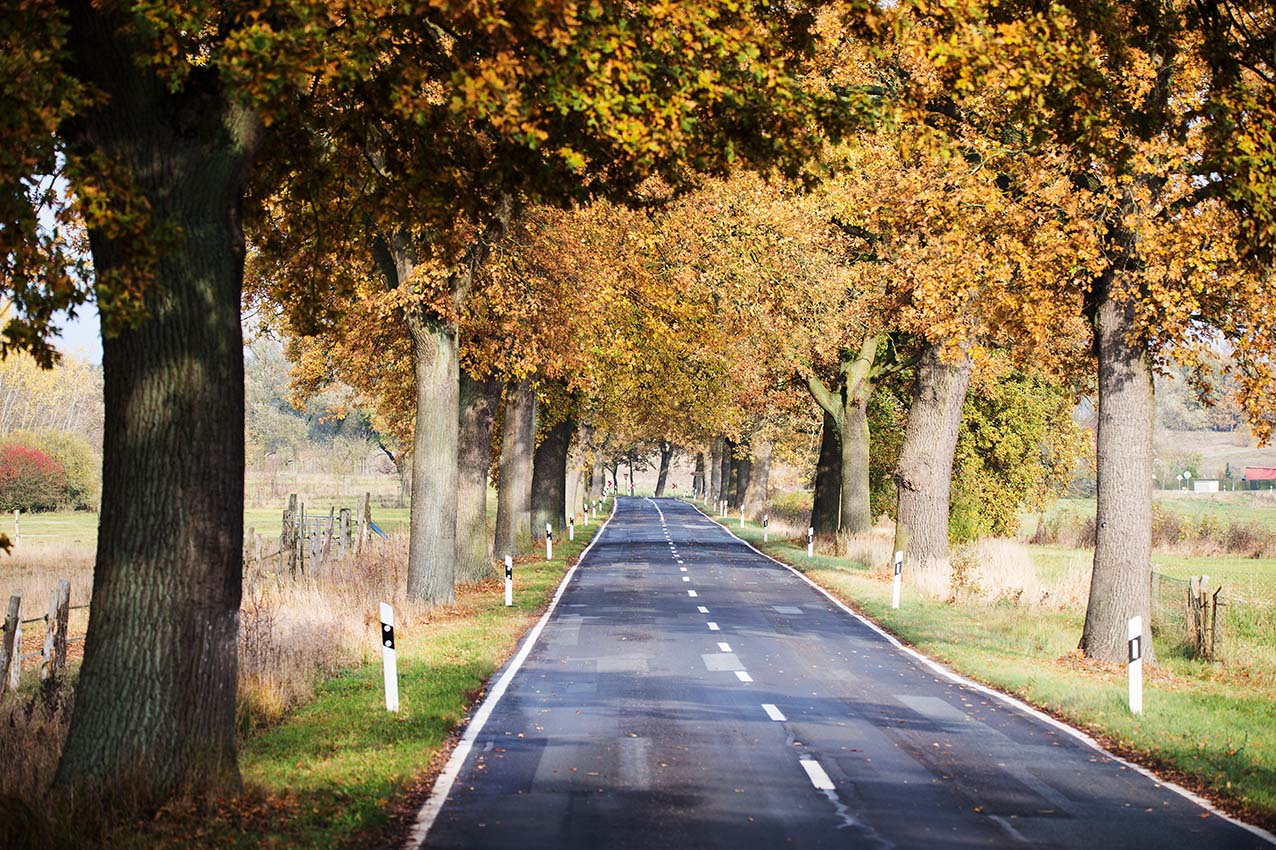
Alte Landstraße (Allee) in Mecklenburg (Deutschland)

Eine Außerortsstraße gehört bei den stärker Kfz-belasteten Strecken meist zu den Bundes-, Landes- oder Kreisstraßen. Die Außerortsstraße ist ein verkehrsrechtlicher Rechtsbegriff insbesondere des § 11 Abs. 2 StVO, wonach auf Autobahnen und Außerortsstraßen mit mindestens zwei Fahrstreifen für eine Richtung die Fahrzeuge eine Rettungsgasse zu bilden haben. Außerdem müssen sich die Verkehrsteilnehmer ab dem Ortsausgangsschild an die allgemeine Geschwindigkeitsbegrenzung für außerorts halten, die ohne spezielle Ausschilderung 100 km/h beträgt.

### Arten
Führen Außerortsstraßen durch geschlossene Ortschaften (Gemeinden, Städte) hindurch, werden sie gemäß § 5 Abs. 4 FStrG zur Ortsdurchfahrt. Dadurch ändert sich der Straßenbaulastträger – einwohnerabhängig – und wechselt bei Städten mit über 80.000 Einwohnern zur Gemeinde. In kleineren Orten bleibt die Straßenbaulast für die Fahrbahn gleich, Gehwege und Parkplätze sind dann in Baulast der Gemeinde.
Zu den Außerortsstraßen gehören die Landstraße und die Gemeindeverbindungsstraße, während Ausfallstraßen bis zum Ortsschild und Ringstraßen meist Innerortsstraßen sind. Kraftfahrstraßen und  Autobahnen innerhalb geschlossener Ortschaften werden als Außerortsstraßen klassifiziert. Dazu gehört auch eine Ringautobahn, die als außerorts definiert wird. Hierunter fallen auch Autobahnen und autobahnähnliche Straßen (unter anderem Kraftfahrstraßen), die innerhalb bebauter Gebiete angelegt wurden (aber straßenverkehrsrechtlich außerhalb der geschlossenen Ortschaft verlaufen und wo die Straßenbaulast beim Bund verbleibt). Diese Gleichstellung von Autobahn und Außerortsstraßen ergibt sich aus § 11 Abs. 2 StVO.

### Statistik
Die Fahrleistung von Lastkraftwagen verteilte sich 1996 in Deutschland nach der erbrachten Fahrleistung wie folgt auf die Straßenarten:
| Straßenkategorie | Fahrleistung in Tonnenkilometer |
| ---------------- | ------------------------------- |
| Autobahnen       | 50,7 %                          |
| Außerortsstraßen | 30,4 %                          |
| Innerortsstraßen | 18,9 %                          |

LKW erbringen den größten Teil ihrer Fahrleistung auf den Autobahnen, gefolgt von den Außerortsstraßen.

### Sonstiges
Außerortsstraßen können aus zwei bis sechs Fahrstreifen bestehen, wobei ab vier Fahrstreifen auch Mittelstreifen möglich sind.

Außerortsstraßen liegen gemäß StVO zwischen folgenden Verkehrsschildern:
Ende einer Innerortsstraße (Zeichen 311-50 StVO)
Beginn einer Innerortsstraße (Zeichen 310-50 StVO)

Im Gegensatz zu Innerortsstraßen haben Außerortsstraßen häufig keinen Straßennamen, sondern tragen eine Nummer (wie beispielsweise  oder ) oder auch haben gar keine Bezeichnung und werden lediglich als Gemeindeverbindungsstraße zwischen Ort A und Ort B bezeichnet.

## Schweiz
In der Schweiz gibt es etwa 34.000 Kilometer Ausserortsstrassen, auf denen rund ein Drittel der Verkehrsleistungen erbracht werden. Im langjährigen Durchschnitt sterben 54 Prozent aller Straßenverkehrsopfer auf Ausserortsstrassen.

## USA
In den USA sind Interstate Highways im Regelfall so gebaut, dass sie an Ortschaften vorbeiführen oder Städte überbrücken. Die Folge sind teilweise sehr lange Anschlussstellen, die ebenfalls zu den Außerortsstraßen gehören.